# Royal Scots Greys
Les Royal Scots Greys était un régiment de cavalerie de l'Armée britannique qui a existé de 1681 à 1971, dont les traditions survivent dans les Royal Scots Dragoon Guards (Carabiniers and Grey's).

## Dénomination
En 1678, plusieurs troupes écossaises sont levées pour maintenir l'ordre dans les Highlands d'Écosse face au Covenantaires presbytériens : d'une part le régiment d'infanterie du comte de Mar (futur régiment de fusiliers royaux écossais), d'autre part trois compagnies d'infanterie montée dont les cavaliers, appelés dragons, sont armés chacun d'un fusil en plus d'un sabre. Trois autres compagnies à cheval sont créées en 1681. Les six compagnies de dragons sont regroupées en 1681 pour former The Royal Regiment of Scots Dragoons (le « régiment royal de dragons écossais »).
L'intégration du régiment dans l'Armée britannique (fusion des armées anglaise et écossaise, à la suite des actes d'Union) entraîne en 1707 son changement de nom en The Royal North British Dragoons (North British désignant l'Écosse), puis sa numérotation en 1713 comme 2nd Regiment of Dragoons. L'habitude de monter des chevaux à robe grise (mentionné dès 1693) lui donne le surnom de Scots Greys (« Écossais gris »), d'où en 1877 le changement en 2nd Dragoons (Royal Scots Greys), puis en 1921 The Royal Scots Greys (2nd Dragoons).
Le régiment est finalement amalgamé en 1971 avec le 3rd Carabiniers (Prince of Wales’ Dragoons Guards), ce dernier lui-même amalgame remontant à 1922 du 3rd Dragoon Guards (en) (Prince Of Wales's) et des Carabiniers (6th Dragoon Guards), pour former le Royal Scots Dragoon Guards (Carabiniers and Grey's). Le régiment est caserné au château d'Édimbourg (pour son état-major) et à Leuchars. D'abord régiment blindé sur char Challenger 2, il est transformé en 2013 en régiment de « cavalerie légère » (sur Jackal, un véhicule de combat sur roue).

## Combats
Le rôle d'origine du régiment étant le maintien de l'ordre en Écosse, il a notamment participé à la répression des rébellions jacobites et à la bataille de Killiecrankie en 1689. Pendant la guerre de la Ligue d'Augsbourg (1688-1697), les dragons écossais ainsi que les Royal English Dragoons (le 1er dragons britannique) et les Lord Fairfax's Dragoons (3e dragons) sont envoyés dans les Provinces-Unies pour protéger les convois.

### XVIIIesiècle
La guerre de Succession d'Espagne (1701-1714) renvoie les dragons écossais se battre sur le continent. En 1704, à la bataille de Höchstädt, le 2e dragons combat à pied lors de l'attaque du village de Blenheim. Il charge à cheval à la bataille d'Eliksem en 1705. En 1706, le régiment participe à la bataille de Ramillies, pendant laquelle il charger à cheval l'infanterie française près du village d'Autre-Église, mettant en déroute deux bataillons du régiment du Roi. En récompense, les hommes du régiment eurent droit de remplacer leurs tricornes par des mitres de grenadiers, puis par un bonnet à poil après 1768. Enfin, lors de la bataille de Malplaquet en 1709, les dragons écossais affrontent la cavalerie française.
La guerre de Succession d'Autriche (1740-1748) est une nouvelle période de combats sur le continent, le régiment participant au de Dettingen (1743), de Fontenoy (1745) et de Lauffeld (1747). Il n'est pas rapatrié en Écosse pour le soulèvement de 1745 et ne participe pas à la bataille de Culloden en 1746.
De retour face aux Français pendant la guerre de Sept Ans (1756-1763), le régiment protège la retraite de l'armée britannique après sa défaite à Bergen en avril 1759, puis participe à la poursuite des Français après la bataille de Minden en août 1759. Il participe à la charge de la bataille de Warburg en 1760, puis lors de la bataille de Wilhelmsthal en 1762.
Pendant la guerre d'indépendance des États-Unis (1775-1783), les dragons écossais restent en garnison en Grande-Bretagne.

### Waterloo

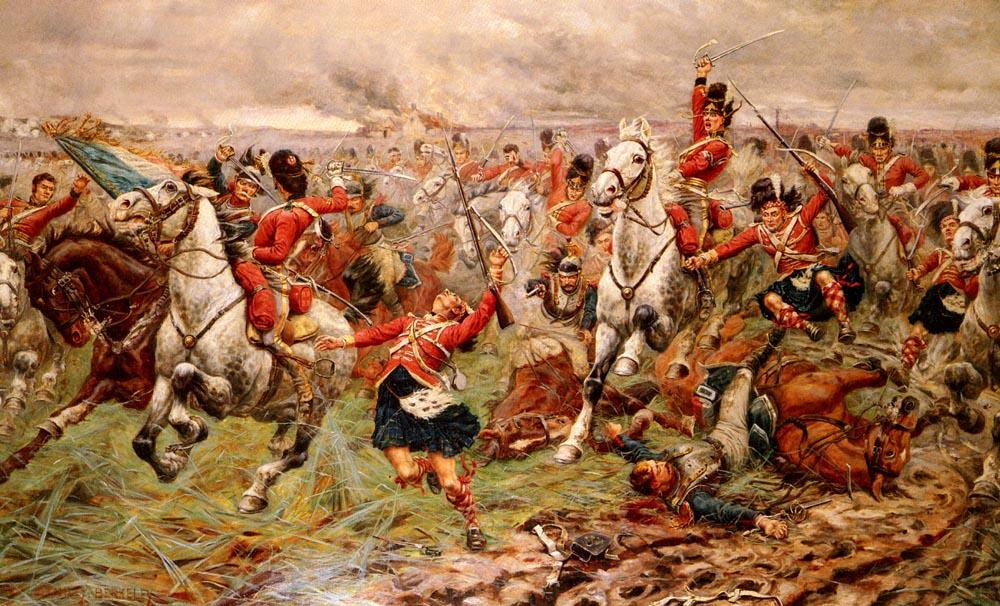
La charge des Scots Greys à Waterloo en 1815.

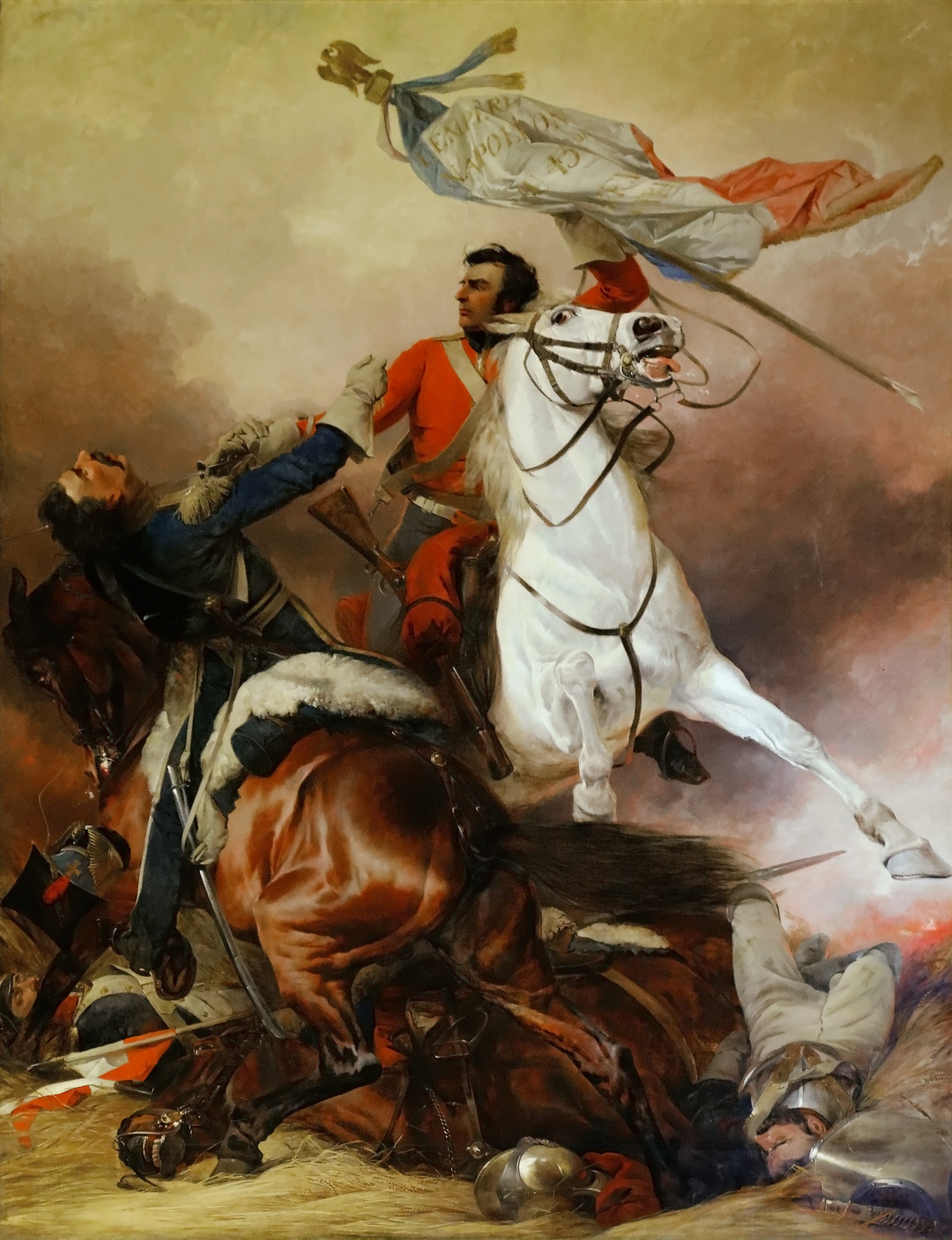
La capture de l'aigle à Waterloo.

Son principal fait d'armes est pendant les guerres napoléoniennes, lors de la bataille de Waterloo, le 18 juin 1815.
Le régiment charge avec sa brigade sous le commandement du général William Ponsonby l'infanterie française. Cette dernière est enfoncée, le sergent Charles Ewart s'empare de l'aigle du 45e régiment d'infanterie de ligne (depuis, l'aigle impérial napoléonien est intégré à l'insigne du régiment). Seule la brigade Bachelu, qui parvient à former le carré, résiste.
Couverts par la mitraille et malgré de lourdes pertes, les Scots Greys s'en prennent ensuite à la grande batterie française. Mais Napoléon réagit et envoie le 4e lanciers et les cuirassiers de Milhaud pour enrayer l'avance de la cavalerie britannique. La contre-offensive est un succès : les Écossais sont décimés par les Français et doivent se replier en désordre. Le général Ponsonby est tué, ainsi que le colonel James Hamilton, le régiment perdant un total de 14 officiers et 185 dragons (sur un effectif déployé de 396 hommes).

### Après 1815
Le régiment participe à la guerre de Crimée en 1854.
Les Greys combattent en Afrique du Sud lors de la seconde guerre des Boers en 1899-1902 et sur le front occidental pendant la Première Guerre mondiale.
Il combat en Syrie en 1941, en Afrique du Nord en 1941-1942, en Italie en 1943 et participe à la bataille de Normandie puis à la campagne d'Allemagne en 1944-1945.

## liens externes
- (en) Site officiel de l'armée britannique The Royal Scots Dragoons Guards
- (en) Photographies de l'ancien insigne du régiment et son historique